# Люблинский, Александр Исаакович
Александр Исаакович Люблинский (1873 —1940) — российский юрист и публицист. Автор статей в Энциклопедическом словаре Брокгауза и Ефрона.

## Биография
Родился в 1873 году. В 1895 году окончил юридический факультет Санкт-Петербургского университета.
Работал в министерстве юстиции. Основной специализацией Александра Люблинского было уголовное право. По этой дисциплине им было написано множество статей, напечатанных в следующих журналах: «Журнале министерства юстиции», «Трудовой помощи» и «Судебном обозрении», а также несколько монографий.
Участвовал в создании Энциклопедического словаря Брокгауза и Ефрона, им были написаны статьи для словаря по тематике уголовного права. Также Люблинский кроме того, что печатался в «Журнале министерства юстиции», занимал там должность секретаря редакции.

### Семья
- Отец — Исаак Васильевич (1844—1902), юрист; адвокат; составитель юридических справочников
- Брат — Павел Исаакович (1882—1938) — российский, советский учёный-юрист, криминолог, доктор юридических наук, профессор.

## Работы
- О «юридических клиниках» // Журнал Министерства юстиции. − 1901. — [№ 1.Январь — № 2. Февраль]. — С. 175—181.
- Отчет по Главному Тюремному управлению за 1898год // Журнал Министерства юстиции. — 1901. — [№ 5.Май — № 6. Июнь]. — С. 245—253.
- Новый прусский проект о некоторых изменениях всистеме университетского преподавании права и вызванные им возражения // Журнал Министерства юстиции. — 1902. — [№ 5.Май — № 6. Июнь]. — С. 242—250.
- Неопределенные приговоры // Журнал Министерства юстиции. — 1904. — [№ 1.Январь — № 2. Февраль]. — С. 85-127.
- Проект судебной реформы в Италии // Журнал Министерства юстиции. — 1904. — [№ 1.Январь — № 2. Февраль]. — С. 293—312.
- [Рецензия] А. Ф. Кони. Судебные речи. Изд. 4-е. Санкт-Петербург, 1905 // Журнал Министерства юстиции. — 1905. — № 8. Октябрь. — С. 357—362.
- Проект итальянского закона о судейских гарантияхи дисциплинарной ответственности чинов судебноговедомства // Журнал Министерства юстиции. — 1908. — № 1.Январь. — С. 291—307.
- Учреждение судебных установлений: (Св. зак., т. 16, ч. 1, изд. 1892 г.): С изм. и доп., последовавшими по продолж. Свода законов 1906 г. и 1908 г. с указаниями на позднейшие узаконения, состоявшиеся до 1 июля 1910 г., и с алф. предм. указ. / Сост. А. И. Люблинский. — Санкт-Петербург: Н. К. Мартынов, 1910. — X, 404 с.
  - Учреждение судебных установлений: (Св. зак. т. 16, ч. 1 по изд. 1914 г.): С алф. предм. указ. / Сост. А. И. Люблинский, состоящий за обер-прокурор. столом во 2 Деп. Правит. сената. — 2-е изд. — Санкт-Петербург: Н. К. Мартынов, 1915. — [4], VIII, 512 с.
- [Рецензия] Учреждение судебных установлений. Составил Н. Шрейбер. Санкт-Петербург, 1910 // Журнал Министерства юстиции. — 1910. — № 3. Март. — С. 293—298.
- Систематический указатель к «Журналу Министерства юстиции» за пять лет (1905—1909 гг.) / [Указатель сост. секр. ред. «Журн. М-ва юстиции» А. И. Люблинским под рук. ред. журн.]. — Санкт-Петербург: Сенат. тип., 1910. — 103 с.
- Новый итальянский устав уголовного судопроизводства 27 февраля 1913 г.. — С.-Петербург: Сенатская Типография, 1913. — 113 с.
  - эта же работа в «Журнале Министерства юстиции» за 1913 год:
№ 4.Апрель. — С. 122—153.
№ 5. Май. — С. 95—128.
№ 6. Июнь. — С. 128—173.
- Пороскопия [Текст] / А. И. Люблинский. // Журнал Министерства юстиции. — 1913. — № 10. Декабрь. — С. 195—199.
- Первые опыты применения на практике постановленийитальянского устава уголовного судопроизводства осуде присяжных// Журнал Министерства юстиции. — 1915. — № 5. Май.- С. 359—367.
- Учреждение судебных установлений: (Св. зак. т. 16, ч. 1 по изд. 1914 г.): С алф. предм. указ. / Сост. А. И. Люблинский, состоящий за обер-прокурор. столом во 2 Деп. Правит. сената. — 2-е изд. — Санкт-Петербург: Н. К. Мартынов, 1915. — [4], VIII, 512 с.
- Систематический указатель к «Журналу Министерства юстиции» за пять лет (1910—1914 гг.). — Петроград: Сенат. тип., 1915. — 100 с.

### Переводы
- Менгер А. Завоевание рабочим его прав: Право на полн. продукт труда в ист. излож. = Das Recht auf den vollen Arbeitsetrag in geschichtlicher Darstellung / Проф. Антон Менгер; Пер. с 3 нем. изд. А. И. Люблинского, под ред. и с предисл. В. В. Битнера. — Санкт-Петербург: «Вестник знания» (В. В. Битнера), 1906. — 80 с.